# اورباخ، اتریش
اورباخ  (به آلمانی: Auerbach) یک منطقهٔ مسکونی در اتریش است که در برونو آم این واقع شده‌است. اورباخ ۱۰٫۷۸ کیلومتر مربع مساحت دارد ۴۸۸ متر بالاتر از سطح دریا واقع شده‌است.